# Empoasca ossiannilssoni
Empoasca ossiannilssoni är en insektsart som beskrevs av Nuorteva 1948. Empoasca ossiannilssoni ingår i släktet Empoasca och familjen dvärgstritar. Arten är reproducerande i Sverige. Inga underarter finns listade i Catalogue of Life.